# Saint-Sébastien-d’Aigrefeuille
Saint-Sébastien-d’Aigrefeuille ist eine französische Gemeinde mit 510 Einwohnern (Stand 1. Januar 2022) im Département Gard der Region Okzitanien. Sie gehört zum Arrondissement Alès und zum Kanton La Grand-Combe.

## Geographie
Das Dorf liegt in einer Hügellandschaft; nordwestlich befindet sich der Wald „Bois de Malabouisse“.
Die an Saint-Sébastien-d'Aigrefeuille grenzenden Gemeinden sind Générargues, Mialet, Saint-Jean-du-Pin und Saint-Paul-la-Coste im selben Département.

## Bevölkerung
| Jahr      | 1962 | 1968 | 1975 | 1982 | 1990 | 1999 | 2008 | 2017 |
| --------- | ---- | ---- | ---- | ---- | ---- | ---- | ---- | ---- |
| Einwohner | 368  | 173  | 228  | 270  | 357  | 434  | 505  | 500  |